# Stazione meteorologica di Ajaccio La Parata

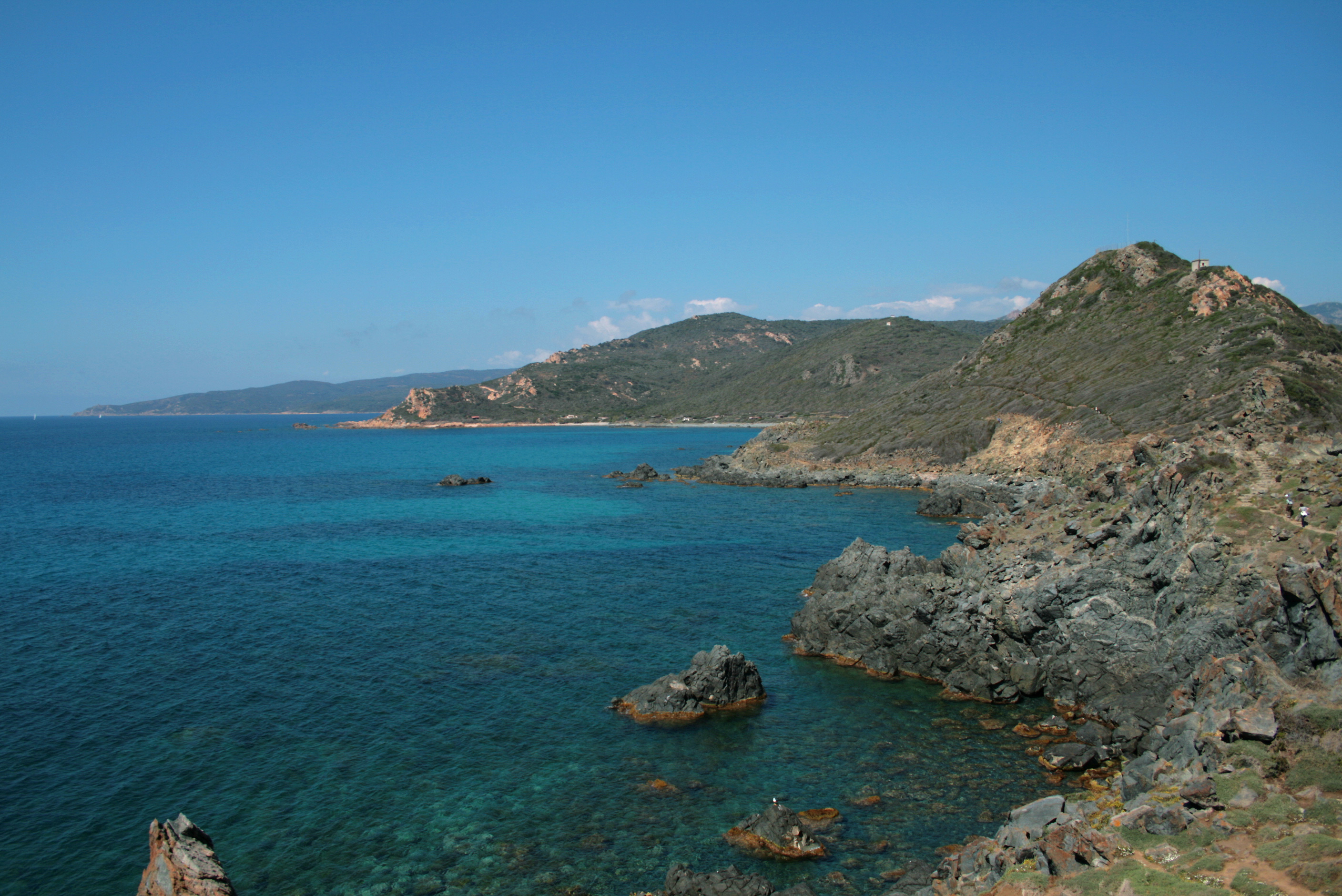
Veduta di Punta La Parata, con il semaforo dove è ubicata la stazione meteorologica sul promontorio di destra.

La stazione meteorologica di Ajaccio La Parata (in francese: Station météorologique de Ajaccio La Parata, in corso: Stazioni meteurologhjca di Aiacciu a Parata) è la stazione meteorologica di riferimento per l'Organizzazione Mondiale della Meteorologia relativa all'omonima località costiera nei pressi della città di Ajaccio. 

## Coordinate geografiche
La stazione meteo si trova in Corsica, presso il Semaforo di Punta La Parata, nei pressi della città di Ajaccio, a un'altezza di 40 metri s.l.m. e alle coordinate geografiche 41°55′01″N 8°37′01″E.

## Dati climatologici 1981-2010
In base alla media trentennale 1981-2010, effettivamente calcolata a partire dal 1982, la temperatura media del mese più freddo, febbraio, si attesta a +10,4 °C; quella del mese più caldo, luglio, è di +24,9 °C. Mediamente si contano annualmente 27,1 giorni con temperatura massima eguale o superiore ai 30 °C e 0,4 giorni di gelo.
Le precipitazioni medie annue sono di 578,4 mm, mediamente distribuite in 65 giorni di pioggia, con un picco in autunno ed un minimo tra metà primavera ed inizio autunno, molto accentuato nella stagione estiva. 
| Ajaccio La Parata (1981-2010)   | Mesi | Mesi | Mesi | Mesi | Mesi | Mesi | Mesi | Mesi | Mesi | Mesi | Mesi | Mesi | Stagioni | Stagioni | Stagioni | Stagioni | Anno  |
| Ajaccio La Parata (1981-2010)   | Gen  | Feb  | Mar  | Apr  | Mag  | Giu  | Lug  | Ago  | Set  | Ott  | Nov  | Dic  | Inv      | Pri      | Est      | Aut      | Anno  |
| ------------------------------- | ---- | ---- | ---- | ---- | ---- | ---- | ---- | ---- | ---- | ---- | ---- | ---- | -------- | -------- | -------- | -------- | ----- |
| T. max. media (°C)              | 13,3 | 13,5 | 15,3 | 18,1 | 21,7 | 25,3 | 29,4 | 28,8 | 26,4 | 22,8 | 17,8 | 14,4 | 13,7     | 18,4     | 27,8     | 22,3     | 20,6  |
| T. min. media (°C)              | 7,6  | 7,3  | 8,4  | 10,6 | 13,8 | 16,9 | 20,4 | 20,1 | 18,3 | 15,6 | 11,7 | 9,0  | 8,0      | 10,9     | 19,1     | 15,2     | 13,3  |
| Giorni di calura (Tmax ≥ 30 °C) | 0    | 0    | 0    | 0    | 0,5  | 3,2  | 11,1 | 9,3  | 2,5  | 0,5  | 0,0  | 0,0  | 0,0      | 0,5      | 23,6     | 3,0      | 27,1  |
| Giorni di gelo (Tmin ≤ 0 °C)    | 0,1  | 0,2  | 0,0  | 0,0  | 0,0  | 0,0  | 0,0  | 0,0  | 0,0  | 0,0  | 0,0  | 0,1  | 0,4      | 0,0      | 0,0      | 0,0      | 0,4   |
| Precipitazioni (mm)             | 58,3 | 53,6 | 56,5 | 62,9 | 56,0 | 14,5 | 10,9 | 12,9 | 33,0 | 75,3 | 67,8 | 76,7 | 188,6    | 175,4    | 38,3     | 176,1    | 578,4 |
| Giorni di pioggia               | 8    | 7    | 7    | 6    | 5    | 2    | 1    | 2    | 4    | 7    | 8    | 8    | 23       | 18       | 5        | 19       | 65    |

## Temperature estreme mensili dal 1894 ad oggi
Nella tabella sottostante sono riportate le temperature massime e minime assolute mensili, stagionali ed annuali dal 1894 ad oggi (manca però il periodo compreso tra il 1904 e il 1906, tra il 1909 ed il 1913, del 1916 e dal 1921 al 1954), con il relativo anno in cui queste sono state registrate. La massima assoluta del periodo esaminato di +41,2 °C è del luglio 1983, mentre la minima assoluta di -3,6 °C è del gennaio 1963.
| Ajaccio La Parata (1894-2023) | Mesi        | Mesi        | Mesi        | Mesi        | Mesi        | Mesi        | Mesi        | Mesi        | Mesi        | Mesi        | Mesi        | Mesi        | Stagioni | Stagioni | Stagioni | Stagioni | Anno |
| Ajaccio La Parata (1894-2023) | Gen         | Feb         | Mar         | Apr         | Mag         | Giu         | Lug         | Ago         | Set         | Ott         | Nov         | Dic         | Inv      | Pri      | Est      | Aut      | Anno |
| ----------------------------- | ----------- | ----------- | ----------- | ----------- | ----------- | ----------- | ----------- | ----------- | ----------- | ----------- | ----------- | ----------- | -------- | -------- | -------- | -------- | ---- |
| T. max. assoluta (°C)         | 20,6 (1962) | 24,2 (1979) | 29,4 (2001) | 31,5 (2012) | 35,0 (2009) | 36,8 (2012) | 41,2 (1983) | 40,2 (1988) | 38,2 (1975) | 33,5 (2014) | 29,2 (1967) | 22,6 (1970) | 24,2     | 35,0     | 41,2     | 38,2     | 41,2 |
| T. min. assoluta (°C)         | −3,6 (1963) | −2,6 (2012) | −1,0 (1971) | 2,8 (1976)  | 5,0 (1919)  | 8,4 (2013)  | 13,0 (2016) | 12,1 (1963) | 9,2 (1981)  | 4,9 (2012)  | 1,0 (1897)  | −1,4 (1968) | −3,6     | −1,0     | 8,4      | 1,0      | −3,6 |